# Chaise (pièce de théâtre)
Pour les articles homonymes, voir Chaise (homonymie).
Chaise (Chair) est une pièce de théâtre d’Edward Bond parue en 2000.